# 扎尔格楞图河
扎尔格楞图河也作扎尔嘎郎图音高勒，位于中华人民共和国内蒙古自治区巴彦淖尔市乌拉特中旗东北部地区的一条河流，发源于新忽热苏木巴音温都尔嘎查西南文都尔敖包北麓，蜿蜒向北流，经乌嘎拉图、如阿勒、布格台、扎尔格楞图水库、巴音乌兰苏木吉日嘎楞图嘎查、桑根达来嘎查等地后，于巴彦吉尔嘎拉东南汇入桑根达来淖尔。河长84.8千米，集水面积1570.76平方千米，河道平均比降4.42‰。全河大部分为干河。流域内风能资源丰富，是内蒙古风能最佳区域。
在2019年乌拉特中旗河湖岸线管理范围的公告中，扎尔格楞图河的管理范围与《中国河湖大典·西北诸河卷》中的描述不尽相同。管理范围仅划定中游部分河段，但是根据坐标成果，扎尔格楞图河发源于包头市达尔罕茂明安联合旗，北流至乌拉特中旗沙日德日斯以北与西支（大典中描述的上游）汇合，以下与大典中描述基本相同。天地图中标注的“扎尔格楞图河”与划定的管理范围相同。